# Souleymane Oularé
Pour les articles homonymes, voir Oularé.
Souleymane Oularé, né le 16 octobre 1972 à Conakry, est un joueur de football international guinéen aujourd'hui retraité qui jouait en tant qu'attaquant. Il a disputé la majeure partie de sa carrière en Belgique, dont il remporte le championnat en 1999 et la Coupe en 1998 avec le KRC Genk.

## Carrière

### Débuts par la D2 belge
Formé au club guinéen de l'Horoya AC, Souleymane Oularé débarque en Belgique en 1989, au KFC Eeklo, un club évoluant en deuxième division. Deux ans plus tard, il rejoint le SK Sint-Niklaas, un autre club de Division 2 puis fait le grand saut vers la première division en 1992 quand il est transféré par le KSK Beveren. Après deux saisons durant lesquelles il est le plus souvent remplaçant, il signe au KSV Waregem, tout juste relégué en deuxième division. Grâce à ses seize buts, il contribue pour une grande part au titre remporté en 1995 par son club, qui retrouve donc l'élite douze mois après l'avoir quittée. Le retour au plus haut niveau est gâché par des blessures à répétition qui prive Oularé de la majorité des rencontres de la saison. En fin de championnat, le club est relégué et il s'engage alors au KRC Genk, qui effectue le chemin inverse.

### Consécration à Genk
Souleymane Oularé commence le championnat 1996-1997 comme titulaire mais perd sa place après quelques semaines et doit se contenter d'un rôle de réserviste jusqu'en fin de saison. Il dispute ensuite une compétition européenne pour la première fois, la Coupe Intertoto 1997, au cours de laquelle il inscrit cinq buts en quatre matches, insuffisants pour permettre au club de franchir la phase de poules. Il ne quitte plus le onze de base par la suite et forme un duo d'attaque redoutable avec Branko Strupar. Il inscrit onze buts en championnat, que Genk termine vice-champion. Également qualifié pour la finale de la Coupe de Belgique face au FC Bruges, il inscrit deux buts en deux minutes en première période, lançant son équipe vers une victoire 4 buts à 0 et un premier trophée majeur.
Le joueur réalise ensuite une saison 1998-1999 tonitruante, inscrivant 30 buts en 41 rencontres toutes compétitions confondues. En Coupe des vainqueurs de coupe, dont Genk atteint les huitièmes de finale, il termine troisième meilleur buteur de la compétition avec 5 réalisations. Le club arrive également en demi-finales de la Coupe de Belgique, battu par le Lierse, futur vainqueur. Mais c'est en championnat qu'Oularé et ses équipiers créent la sensation en remportant le titre à la surprise générale. Il reçoit la même année le trophée du footballeur Pro de l'année, récompensant le meilleur joueur de la saison élu par ses pairs et les entraîneurs de D1, ainsi que le Soulier d'ébène, qui met à l'honneur le meilleur joueur africain ou d'origine africaine qui évolue en Belgique.
Qualifié pour le deuxième tour préliminaire de la Ligue des champions, le club subit une grosse désillusion en étant éliminé d'emblée par les slovènes du Maribor Branik. À la suite de cette élimination précoce, le club accepte de laisser partir Souleymane Oularé à Fenerbahçe en août 1999 après les deux premières journées de championnat.

### Échecs à l'étranger et fin de carrière
Dans le championnat turc, Souleymane Oularé ne parvient pas à s'imposer durablement dans l'équipe de base. Il ne dispute que onze rencontres de championnat, inscrivant cinq buts. Après un an, il rejoint l'UD Las Palmas, récent promu en Liga, la Division 1 espagnole. Il ne reçoit pas beaucoup de temps de jeu et ne prend part qu'à la moitié des matches de l'équipe lors de sa première saison. Relégué dans le noyau B durant l'été, il quitte le club en janvier 2002 et rejoint Stoke City en League One, la troisième division anglaise. Malheureusement, son séjour en Angleterre débute mal. Après une rencontre de championnat, les médecins du club lui diagnostiquent un caillot sanguin dans un poumon pouvant mettre sa vie en danger. Il est écarté des terrains pendant plusieurs mois et n'effectue son retour que pour le match retour de la finale des play-offs d'accession en deuxième division anglaise. C'est lui qui inscrit le but de la victoire à cinq minutes de la fin de la prolongation, permettant au club d'accéder au niveau supérieur. Il est malgré tout renvoyé dans l'équipe réserve et ne dispute plus aucun match officiel avec le club, qui le libère de son contrat en décembre 2003.
Sans club et libre de s'engager où il le souhaite, Souleymane Oularé signe en janvier 2004 un contrat jusqu'en fin de saison avec Heusden-Zolder, un club qui lutte pour son maintien en première division belge. Il n'inscrit qu'un seul but en championnat et le club étant relégué en fin de saison, son contrat n'est pas prolongé. Il met un an pour retrouver un club et s'engage finalement le 31 août 2005 avec le RCS Visé en Division 3. Il joue seulement quatre rencontres avant de prendre sa retraite sportive.

### Carrière internationale
Souleymane Oularé est retenu en équipe nationale guinéenne pour la première fois en 1992. Il est sélectionné jusqu'en 2004 et participe à deux éditions de la CAN avec son pays.

## Après carrière
En 2010 Souleymane Oularé est membre de l'ASPROGUE, ASsociation de PROmotion du sport GUinéen en Europe.
Son fils Obbi Oulare est également joueur professionnel et joue au Standard de Liège  .

## Palmarès
- 1 fois Champion de Belgique en 1999 avec le KRC Genk
- Vainqueur de la Coupe de Belgique en 1998 avec le KRC Genk.
- 1 fois Champion de Division 2 en 1995 avec le KSV Waregem.
- 1 fois Champion de Guinée en 1989 avec le Horoya AC.
- Soulier d'ébène belge en 1999 avec le KRC Genk.
- Footballeur Pro de l'année en 1999 avec le KRC Genk.

## Statistiques
| Saison                | Club                  | Championnat           | Championnat | Championnat | Coupe nationale | Coupe nationale | Coupe de la Ligue | Coupe de la Ligue | Supercoupe | Supercoupe | Compétition(s) continentale(s) | Compétition(s) continentale(s) | Compétition(s) continentale(s) | Guinée | Guinée | Total | Total |
| Saison                | Club                  | Division              | M.          | B.          | M.              | B.              | M.                | B.                | M.         | B.         | Comp.                          | M.                             | B.                             | M.     | B.     | M.    | B.    |
| 1989                  | Horoya AC             | Division 1            | -           | -           | -               | -               | 0                 | 0                 | 0          | 0          | -                              | 0                              | 0                              | 0      | 0      | 0     | 0     |
| 1989-1990             | KFC Eeklo             | Division 2            | -           | -           | -               | -               | 0                 | 0                 | 0          | 0          | -                              | 0                              | 0                              | 0      | 0      | 0     | 0     |
| 1990-1991             | KFC Eeklo             | Division 2            | -           | -           | -               | -               | 0                 | 0                 | 0          | 0          | -                              | 0                              | 0                              | 0      | 0      | 0     | 0     |
| 1991-1992             | SK Sint-Niklaas       | Division 2            | 29          | 7           | 5               | 0               | 0                 | 0                 | 0          | 0          | -                              | 0                              | 0                              | 0      | 0      | 34    | 7     |
| 1992-1993             | KSK Beveren           | Division 1            | 14          | 5           | 1               | 1               | 0                 | 0                 | 0          | 0          | -                              | 0                              | 0                              | -      | -      | 15    | 6     |
| 1993-1994             | KSK Beveren           | Division 1            | 14          | 3           | 1               | 1               | 0                 | 0                 | 0          | 0          | -                              | 0                              | 0                              | -      | -      | 15    | 4     |
| 1994-1995             | KSV Waregem           | Division 2            | 26          | 16          | 2               | 3               | 0                 | 0                 | 0          | 0          | -                              | 0                              | 0                              | -      | -      | 28    | 19    |
| 1995-1996             | KSV Waregem           | Division 1            | 14          | 3           | 1               | 0               | 0                 | 0                 | 0          | 0          | -                              | 0                              | 0                              | -      | -      | 15    | 3     |
| 1996-1997             | KRC Genk              | Division 1            | 24          | 4           | 1               | 0               | 0                 | 0                 | 0          | 0          | -                              | 0                              | 0                              | -      | -      | 25    | 4     |
| 1997-1998             | KRC Genk              | Division 1            | 27          | 14          | 5               | 3               | 0                 | 0                 | 0          | 0          | CI                             | 4                              | 5                              | -      | -      | 36    | 22    |
| 1998-1999             | KRC Genk              | Division 1            | 30          | 17          | 3               | 5               | 1                 | 1                 | 1          | 1          | C2                             | 6                              | 5                              | -      | -      | 41    | 29    |
| 1999-2000             | KRC Genk              | Division 1            | 2           | 2           | 0               | 0               | 0                 | 0                 | 0          | 0          | C1                             | 1                              | 0                              | -      | -      | 3     | 2     |
| 1999-2000             | Fenerbahçe SK         | Süper Lig             | 11          | 5           | -               | -               | 0                 | 0                 | 0          | 0          | C3                             | -                              | -                              | -      | -      | 11    | 5     |
| 2000-2001             | UD Las Palmas         | La Liga               | 17          | 5           | -               | -               | 0                 | 0                 | 0          | 0          | -                              | 0                              | 0                              | -      | -      | 17    | 5     |
| 2001-2002             | UD Las Palmas         | La Liga               | 0           | 0           | 0               | 0               | 0                 | 0                 | 0          | 0          | -                              | 0                              | 0                              | -      | -      | 0     | 0     |
| 2001-2002             | Stoke City            | League One            | 2           | 1           | 0               | 0               | 0                 | 0                 | 0          | 0          | -                              | 0                              | 0                              | -      | -      | 2     | 1     |
| 2002-2003             | Stoke City            | Championship          | 0           | 0           | 0               | 0               | 0                 | 0                 | 0          | 0          | -                              | 0                              | 0                              | -      | -      | 0     | 0     |
| 2003-2004             | Stoke City            | Championship          | 0           | 0           | 0               | 0               | 0                 | 0                 | 0          | 0          | -                              | 0                              | 0                              | -      | -      | 0     | 0     |
| 2003-2004             | Heusden-Zolder SK     | Jupiler League        | 13          | 1           | 2               | 0               | 0                 | 0                 | 0          | 0          | -                              | 0                              | 0                              | -      | -      | 15    | 1     |
| 2005-2006             | RCS Visé              | Division 3            | 4           | 1           | 0               | 0               | 0                 | 0                 | 0          | 0          | -                              | 0                              | 0                              | 0      | 0      | 4     | 1     |
| Total sur la carrière | Total sur la carrière | Total sur la carrière | 227         | 84          | 21              | 13              | 1                 | 1                 | 1          | 1          | -                              | 11                             | 10                             | 0      | 0      | 261   | 109   |